# Lewin's Cove
Lewin's Cove est une ville canadienne située sur la péninsule de Burin de l'île de Terre-Neuve. Elle est située sur la route 220 qui fait le tour de la partie sud de la péninsule entre Salt Pond au nord et Bay View au sud. La population y était de 566 habitants lors du recensement de 2006.

## Annexe